# Harold Shipman
Harold Frederick Shipman (Nottingham, 14 januari 1946 – Wakefield, 13 januari 2004) was een Britse huisarts in Hyde, bij Manchester. Hij werd bekend als Dr. Death omdat hij in de periode 1975-1998 naar schatting minstens 215 personen, maar waarschijnlijk 250 personen (in leeftijd variërend van 41 tot 93 jaar) ombracht met een dodelijke injectie morfine of heroïne (dat in het Verenigd Koninkrijk ook als pijnbestrijdend middel door artsen wordt gebruikt).
In 1998 werd hij ontmaskerd door de dochter van zijn laatste slachtoffer.
In januari 2000 werd hij veroordeeld tot verschillende malen levenslange gevangenisstraf voor de moord op vijftien personen. Shipman heeft nooit een verklaring afgelegd en nooit bekend. Het hierboven geschatte aantal moorden is gebaseerd op statistische overwegingen en geeft de oversterfte in zijn praktijk weer in de jaren dat hij daar werkte. Tijdens zijn behandelingen overleden in totaal in de bewuste periode 250 mensen. Na het proces bleek dat Shipman al in 1976, toen hij net als huisarts was afgestudeerd, eens een veroordeling had ondergaan voor morfinegebruik.
Shipman werd op 13 januari 2004 om 06.20 uur gevonden in zijn cel in de gevangenis van Wakefield. Hij had zichzelf opgehangen, één dag voor hij 58 jaar zou worden.